# ديبي ماسي
ديبي ماسي (بالإنجليزية: Debbie Massey)‏ هي لاعبة غولف أمريكية، ولدت في 5 نوفمبر 1950 في غروس بوينت في الولايات المتحدة.

## وصلات خارجية
- ديبي ماسي على موقع رابطة لاعبات الغولف المحترفات (الإنجليزية)